# مايكل سينترنيكلاس
مايكل سينترنيكلاس (Michael Sinterniklaas) (اسمه الكامل مايكل تريماين سينترنيكلاس (Michael Tremain Sinterniklaas))
هو مؤدي أصوات أمريكي من أصل فرنسي ولد في 13 أغسطس 1972 في فرنسا.

## أدواره في الأنمي

### مسلسلات أنمي تلفزيونية
- يوغي - ماهاد
- عدن الشرق - ساتوشي أوسوغي
- زعيم المحاربين شامان كينج - تراي ريسر هوروهورو
- سنغوكو باسارا - ساروتوبي ساسكي
- كيكايشي - كوشو
- دي جرايمان - دودج
- ناروتو شيبودن - سورا, أوتاكاتا
- ساموراي 7 - سوبيه
- سلايرز ريفولوشن - زيلوس
- سلايرز إيفولوشن-آر - زيلوس
- خيميائي الفولاذ - ليو
- بليتش - لوبي, نويترا جيروغا
- تايغر آند باني - إيفان كاريلين/أوريغامي سايكلون

### أوفا أنمي
- البدلة المتنقلة جاندام UC - أنجيلو ساوبر

### أفلام أنمي
- سمر وورز - كينجي كويسو

## أدواره في الرسوم المتحركة
- The Venture Bros - دين فنتشر
- أبطال النينجا - ليوناردو
- كابا مايكي - مايكي سايمون
- Robotomy - وينوس, ميغاوات

## أدواره في ألعاب الفيديو
- سنغوكو باسارا: ساموراي هيروز - ساسكي ساروتوبي
- فاينل فانتسي 13 - أورفان
- ناروتو شيبودن: ألتيميت نينجا ستورم ريفولوشن - أوتاكاتا

## وصلات خارجية
- مايكل سينترنيكلاس على موقع IMDb (الإنجليزية)
- مايكل سينترنيكلاس على موقع ألو سيني (الفرنسية)
- مايكل سينترنيكلاس على موقع أول موفي (الإنجليزية)
- مايكل سينترنيكلاس على موقع إن إن دي بي (الإنجليزية)
- مايكل سينترنيكلاس على موقع قاعدة بيانات الفيلم (الإنجليزية)
- مايكل سينترنيكلاس على موقع كينوبويسك (الروسية)
- مايكل سينترنيكلاس على موقع ANN person (الإنجليزية)

1. 1 2 3  Internet Movie Database (بالإنجليزية), QID:Q37312